# CrowdOS
CrowdOS是面向群智感知的泛在操作系统，是针对群智感知研究领域所设计的一个系统软件平台，由西北工业大学研制。该平台建立在原始操作系统之上，由诸多核心机制和可扩展的功能模块组成。涉及移动计算、泛在操作系统以及群智感知领域，所用到的技术包括底层软件架构设计理论、操作系统设计、软件定义技术、中间件以及人工智能算法等。

## 定义
CrowdOS抽象出了群智任务执行所需要的各类资源，例如：用户资源，任务资源，系统资源等，并完成了相应的软件定义。该系统架构能够处理众包及群智感知领域中多种类型任务，对任务进行统一的和深层的理解，具有普适性和扩展性，这种理解力能够迁移到新类型任务上。

## 组成
系统平台主要由三部分组成，部署在智能手机上的感知端、部署在云/边服务器上的数据分析处理端、以及Web数据共享和可视化综合管理端。该架构依然在不断丰富和扩展，且被应用于越来越多的群智感知应用系统中。该系统架构中可被部署的感知设备在不断被扩展，研究者在不断探索和设计兼容各类感知方式的组建模块。项目组针对资源调度以及人机物融合在进行更加深入的研究。另外，CrowdOS也提供了丰富的群智功能组件，扩展库以及应用程序接口CrowdAPI，从而方便系统架构的扩展，个性化定制以及服务推广。

## 应用
CrowdOS已被应用于诸多基于群智思想的应用系统中。它可服务于智慧城市、城市安全管理、商业智能、物联网等相关应用场景。当前项目组基于CrowdOS架构开发并开源了一个面向群智感知的应用软件系统WeSense，将其安装在智能手机端后用户可进行群智感知任务的发布和执行。